# Euphorbia kudrjaschevii
Euphorbia kudrjaschevii — вид рослин із родини молочайних (Euphorbiaceae), ендемік Узбекистану.

## Опис
Це волосата рослина заввишки 10–20 см. Нижнє листя лускате, пурпурове. Стеблові листки майже сидячі, довгасто-лінійні, 2–5 см, гострі, цілі. Квітки жовті. Циатій дзвоноподібний. Період цвітіння: літо.

## Поширення
Ендемік Узбекистану.